# Danemark aux Jeux mondiaux de 2017
Cet article contient des informations sur la participation et les résultats de le Danemark aux Jeux mondiaux de 2017 à Wrocław en Pologne.

## Médailles

### Or
| Sport                | Discipline               | Sportifs                                                              |
| Médailles d'or : 6   |                          |                                                                       |
| Course d'orientation | Femmes Sprint            | Maja Alm                                                              |
| Course d'orientation | Relais mixte             | Cecilie Friberg Klysner Andreas Hougaard Boesen Søren Bobach Maja Alm |
| Ju-Jitsu             | Femmes - Combat -55 kg   | Rebekka Dahl (en)                                                     |
| Ju-Jitsu             | Hommes - Combat -85 kg   | Mikkel Brix Willard                                                   |
| Tir à l'arc          | Arc à poulies            | Stephan Hansen                                                        |
| Tir à l'arc          | Arc à poulies par équipe | Stephan Hansen Sarah Holst Sonnichsen                                 |

### Argent
| Sport                 | Discipline | Sportifs |
| Médaille d'argent : 0 |            |          |

### Bronze
| Sport                  | Discipline | Sportifs |
| Médaille de bronze : 0 |            |          |